# Sex-shop (film)
Pour les articles homonymes, voir Sex shop.
Ne doit pas être confondu avec Sexy Shop (film).
Pour plus de détails, voir Fiche technique et Distribution.
Sex-shop est un film français réalisé par Claude Berri, sorti en 1972.

## Synopsis
Claude, un libraire qui connaît d'importantes difficultés financières, reconvertit son magasin, sur les conseils d'un ami, en sex shop, commerce florissant dans le contexte de la libération sexuelle au début des années 1970. Au cours de son activité professionnelle, il rencontre des personnages hauts en couleur dont Jacqueline qui, à son retour chez elle, parle de Claude à son mari Lucien ; et tous deux décident, par jeu, de dévergonder Claude qu'ils trouvent un peu benêt. Ils réussissent alors à l'entraîner dans la débauche (club échangiste sans sa femme, initiations diverses, etc.). Mais son épouse, rétive bien que cédant passagèrement à quelques tentations suscitées par son mari gauche et emprunté, finira par le remettre sur le droit chemin.

## Fiche technique
- Titre : Sex-shop
- Réalisation : Claude Berri, assisté de Jules Celma
- Scénario : Claude Berri
- Musique : Serge Gainsbourg et Jean-Claude Vannier
- Décors : Jacques Dugied
- Costumes : Jacqueline Moreau
- Photographie : Pierre Lhomme
- Pays d'origine :  France
- Format : couleur - Mono
- Genre : comédie dramatique
- Tournage: fin 1971
- Date de sortie : 25 octobre 1972
- Box office : 1 465 092 entrées en France
- Affiche : Jouineau Bourduge (France)

## Distribution
- Claude Berri : Claude, le libraire
- Jean-Pierre Marielle : Lucien, le dentiste vicieux
- Nathalie Delon : Jacqueline, l'épouse du dentiste
- Juliet Berto : Isabelle, la femme de Claude
- Francesca Romana Coluzzi : Lulu, la prostituée de la rue Saint Denis
- Jacques Martin : Bernard, l'ami de Claude
- Claude Piéplu : l'officier
- Béatrice Romand : Karine, la vendeuse
- Jacques Legras : Albert, amateur de caoutchouc
- Louisa Colpeyn : la mère d'Isabelle
- Grégoire Aslan : le père d'Isabelle
- Jean Tissier : M. de la Grange, collectionneur de livres érotiques
- Catherine Allégret : Ginette, collègue de Lulu
- Juliette Mills : call-girl et auteure d'un livre
- Jean Gruault : le comptable de Claude
- Pierre Louki : le chef des salutistes
- Georges Staquet : Émile, un client du club échangiste
- Henri Attal : un client-lecteur
- Jacqueline Doyen : la femme d'Albert
- Jimmy Perrys
- Jean Valmont
- Herbert Fux
- Coluche (non crédité)[1]
- Éric Losfeld (non crédité)

## Autour du film
- Le thème musical, composé par Serge Gainsbourg, joué à l'accordéon dans le Club Love, fut réutilisé dans certaines scènes du film Tenue de soirée (1986) de Bertrand Blier.  On y retrouve aussi la chanson "Quand le sexe te chope".
- C'est le dernier film de Jean Tissier, acteur populaire surtout pendant l'Occupation, et qui mourut dans la misère malgré une filmographie extrêmement fournie des années 1920 à 1970.
- Il contient l'une des répliques cultes[2] de Jean-Pierre Marielle, « Les gens sont cons, faut en profiter ! » [sic]